# Sinagoga di Viareggio
La Sinagoga di Viareggio è un luogo di culto ebraico sito in Vicolo degli Oleandri n. 30 a Viareggio, sotto la giurisdizione religiosa della Comunità Ebraica di Pisa.

## Storia

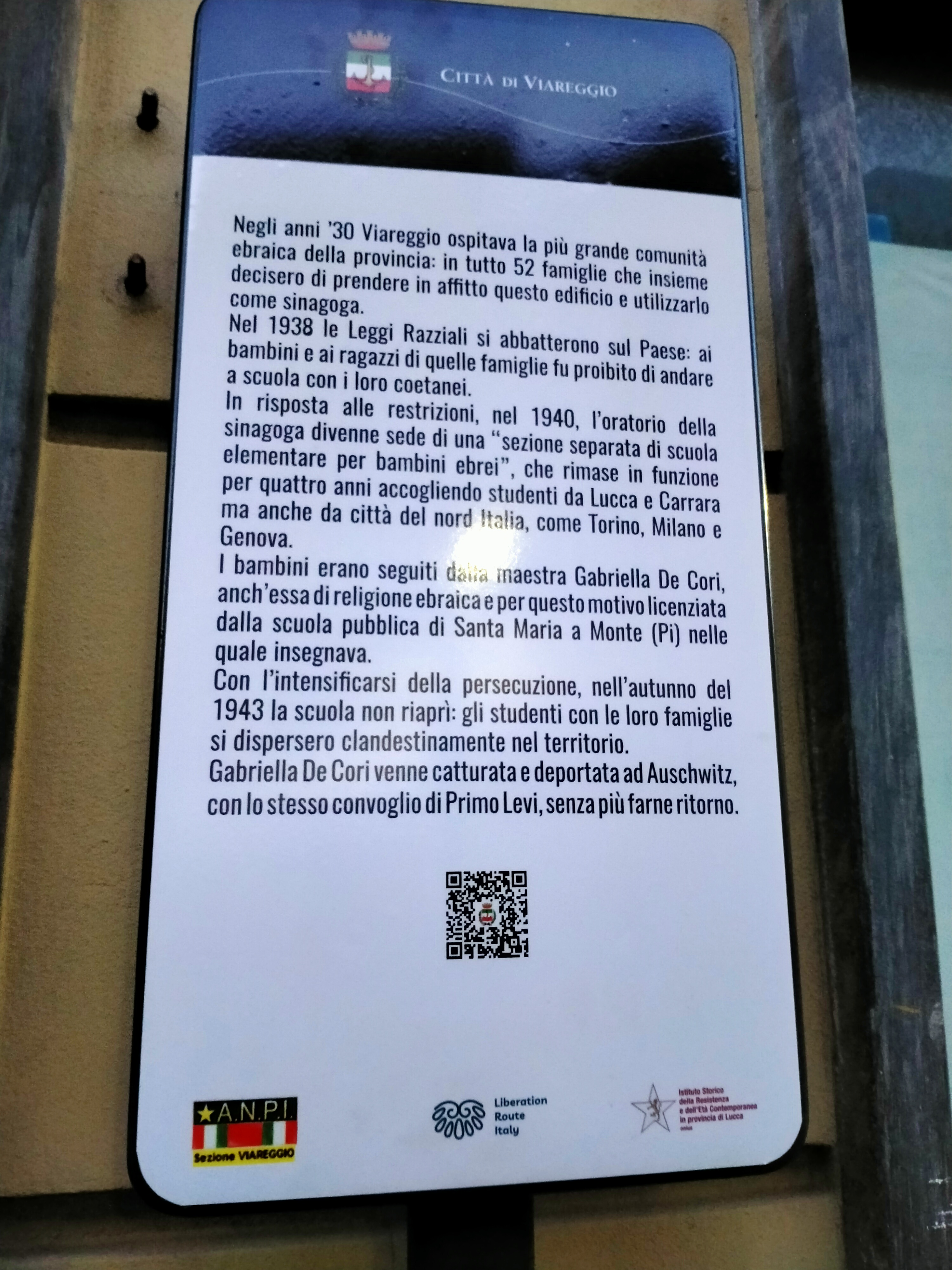
Palina commemorativa alla vecchia sinagoga di Via Fratti

Tra la fine del XIX e l’inizio del XX secolo molte famiglie di religione ebraica si trasferirono a Viareggio, principalmente dalla vicina Livorno. A questi anni risalgono i rotoli della Sefer Torah tuttora conservati presso la sinagoga di via degli Oleandri. 
Negli anni '30 la comunità, composta da 52 famiglie, prese in affitto un locale in via Fratti, da adibire a luogo di culto. Qui, nel 1940, a seguito delle leggi razziali, fu aperta anche una scuola ebraica. Con l'occupazione nazista del 1943 la scuola e la sinagoga cessarono di esistere. 
Fu solo nel 1955 che fu aperta l'attuale sinagoga, grazie a varie donazioni private. 
A Viareggio è presente anche un piccolo cimitero ebraico.